# زمن ستعشري

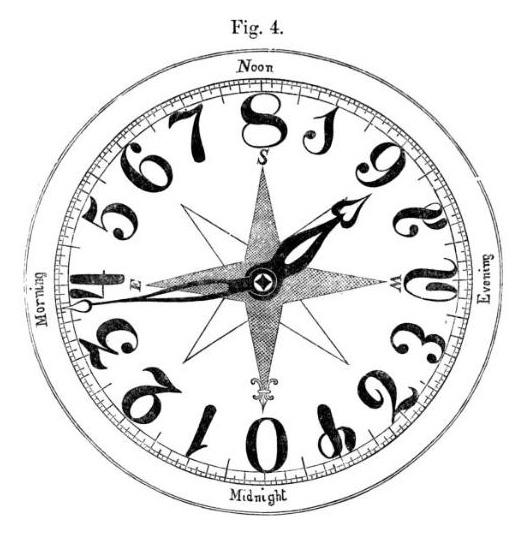
ساعة نيستروم النغمية. لاحظ استخدام الأرقام المستنبطة من النظام الستة عشري والذي يستخدم الأعداد من 1 إلى F. لاحظ أيضا أنه منتصف الليل (الساعة 0) هو في الجزء السفلي وليس العلوي من الساعة.

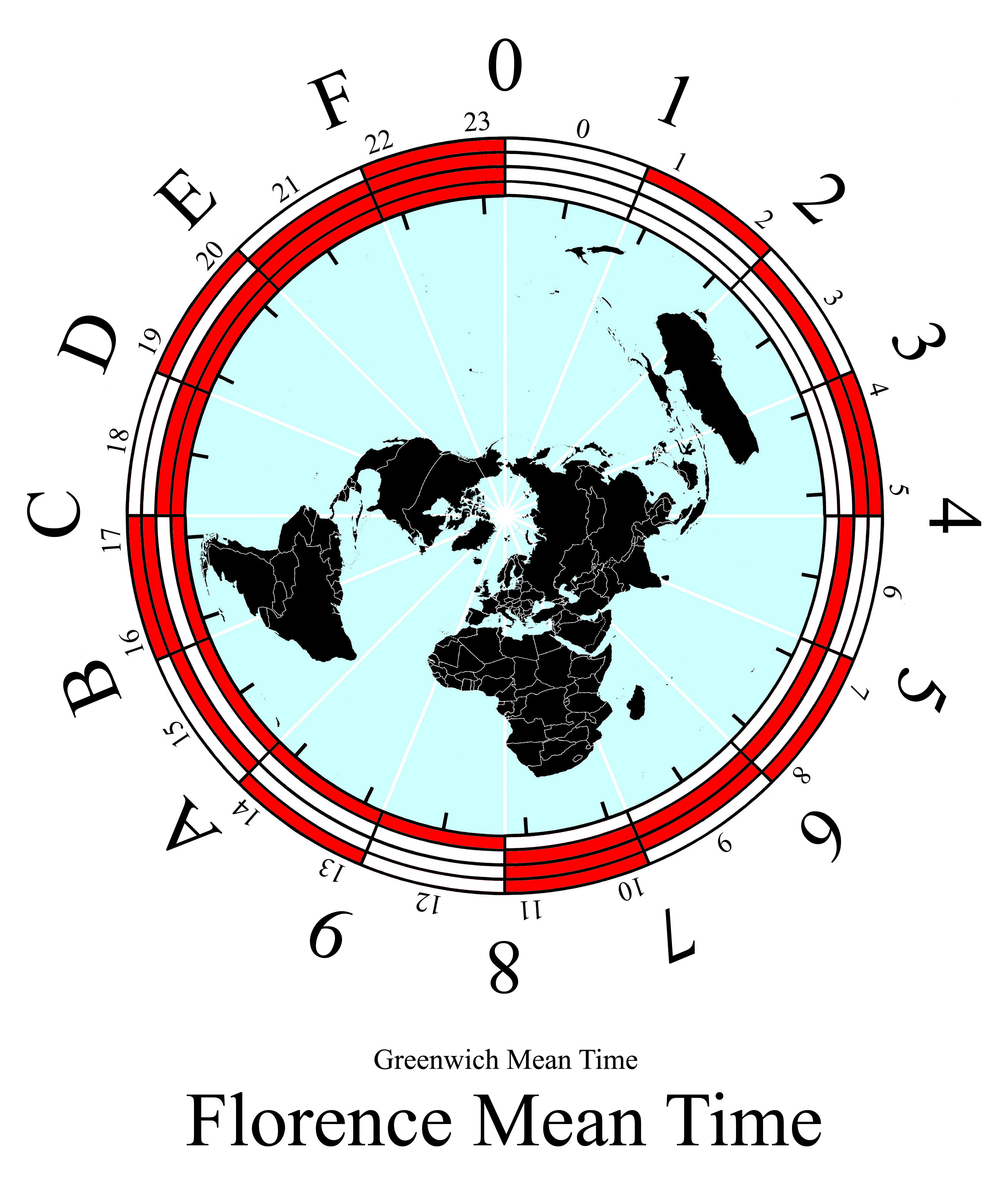
ساعة ستعشرية.

الزمن الستة عشري (بالإنجليزية: Hexadecimal time) هو تمثيل الوقت اليومي بعدد ستة عشري بدلا من النظام الإثني عشري، في الفترة [0,1).
يقسم اليوم إلى 1016 (1610) ساعة ستعشرية وتقسم كل ساعة إلى 10016 (25610) دقيقة ستة عشرية وتقسم كل دقيقة في 1016 (1610) ثانية ستعشرية.

## التاريخ
من المعتقد أن اليوم الستة عشري قد استخدام خلال عهد أسرة تانغ (7 – 10 قرون) في الصين.[بحاجة لمصدر]
في عام 1863، اقترح المهندس السويدي الأمريكي، جون دبليو نيستروم، هذا النظام كجزء من نظامه النغمي.
في عام 1997، اقترح الأمريكي مارك فنسنت روجرز نظام زمني ستة عشري مماثل وقام بتطبيقه بترميز جافا سكريبت وسماه هيكسكلوك.[بحاجة لمصدر]

## نظام روجرز
اليوم هو الوحدة ، أو 1، وتظهر أي جزء منها إلى يمين الفاصل الستة عشري. لذلك يبدأ اليوم في منتصف الليل مع .0000، والثانية الأولى بعد منتصف الليل هي .0001. ويصبح توقيت الظهر هو هو .8000 (آي النصف). وثانية واحدة قبل الظهر هي .7FFF. وتكون الثانية بعد منصف الليل هي .FFFF.

### الساعة
| ستة عشري | ستة عشري (بوردمان) | أيزو 8601  | التعليق               |
| -------- | ------------------ | ---------- | --------------------- |
| .0100    | 0_10_0             | 00:05:37.5 |                       |
| .0200    | 0_20_0             | 00:11:15   |                       |
| .0400    | 0_40_0             | 00:22:30   |                       |
| .0800    | 0_80_0             | 00:45:00   |                       |
| .1000    | 1_00_0             | 01:30:00   | 1.5:24 = 1:16 = 0.1   |
| .8000    | 8_00_0             | 12:00:00   | 12:24 = 8:16 = 0.8    |
| .F000    | F_00_0             | 22:30:00   | 22.5:24 = 15:16 = 0.F |
| .F800    | F_80_0             | 23:15:00   |                       |

### التحويلات
| 1 يوم          | = | 10000   | = | 65536   | = | 24 ساعة            |
| 1 عشري ساعة    | = | 1000    | = | 4096    | = | 1 ساعة و 30 دقيقة  |
| 1 عشري ماكسيم  | = | 100     | = | 256     | = | 5 دقيقة 37.5 ثانية |
| 1 عشري دقيقة   | = | 10      | = | 16      | = | 21.09375 ثانية     |
| 1 عشري الثانية | = | 1       | = | 1       | = | 1.318359375 ثانية  |
| 1 ثانية        | = | 0.C22E4 | = | 0.75851 | = | 1 ثانية            |

## وصلات خارجية
- الستة عشري الوقت الصغير - مع الرقمية و التماثلية التمثيل.
- Hexclock - الوقت المحلي كما عدد عشري
- صحيح الثنائية الوقت - الوقت المحلي الثنائية عدد
- التماثلية الستة عشري على مدار الساعة - فلورنس الوقت يعني